# مارک فورستر (بازیکن فوتبال)
مارک فورستر (انگلیسی: Mark Forster؛ زادهٔ ۱ نوامبر ۱۹۶۴) بازیکن فوتبال اهل بریتانیا است.
از باشگاه‌هایی که در آن بازی کرده‌است می‌توان به باشگاه فوتبال دارلینگتون و باشگاه فوتبال لستر سیتی اشاره کرد.